# Larus californicus
Il gabbiano della California (Larus californicus, Lawrence 1854) è un uccello della famiglia dei Laridi.

## Sistematica
Larus californicus ha due sottospecie:
- L. californicus albaertensis
- L. californicus californicus

## Distribuzione e habitat
Questo gabbiano vive in Nord America, dall'Alaska al Messico, in particolare sul versante pacifico. È accidentale su alcune isole dell'Oceania, in Giappone e in Ecuador.

## Galleria d'immagini

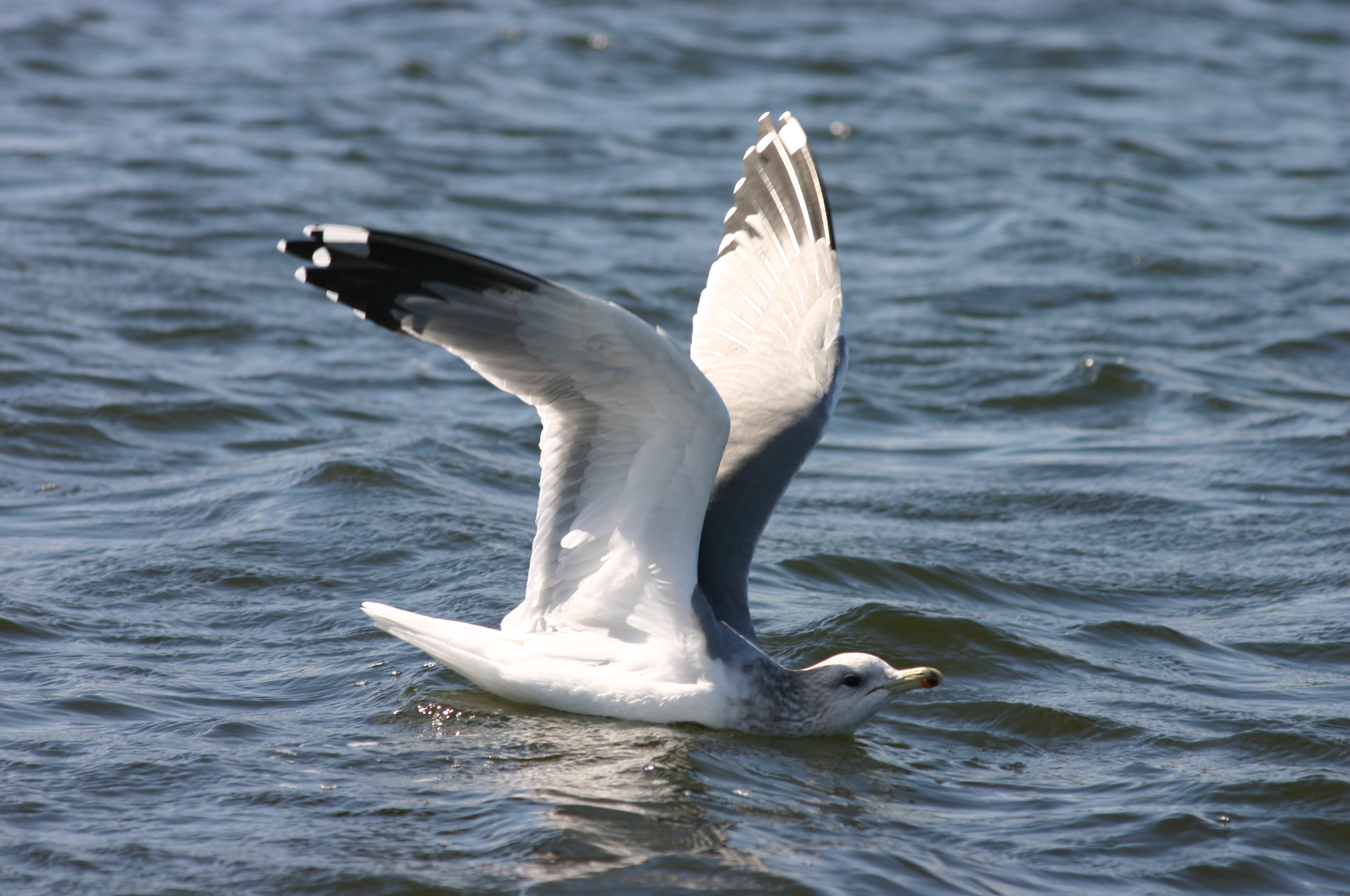
L. californicus in livrea invernale